# Barbara Tarbuck
Barbara Tarbuck (Detroit (Michigan), 15 januari 1942 – Los Angeles, 27 december 2016) was een Amerikaanse actrice.

## Biografie
Tarbuck doorliep de high school aan de Cooley High School in haar geboorteplaats Detroit (Michigan) en haalde in 1963 haar bachelor aan de Wayne State University in Detroit. Tijdens haar studietijd begon zij met acteren in het theater en zij nam ook deel aan een tournee door Europa. Zij haalde haar master in theaterwetenschap aan de Universiteit van Michigan in Ann Arbor. Na haar studietijd ging zij als actrice werken in de Universiteit van Indiana in Bloomington (Indiana). Tijdens haar werkzaamheden begon zij hier ook te werken aan haar Doctor of Philosophy en gaf ook les in acteren. Zij verhuisde later naar New York voor haar acteercarrière.
Tarbuck is in 1980 getrouwd, in 2005 overleed haar man en liet haar een kind na. Zelf overleed zij op 27 december 2016 aan complicaties van de ziekte van Creutzfeldt-Jakob. 

## Filmografie

### Films
Selectie: 
- 2009 S. Darko – als Agatha
- 2004 Walking Tall – als Connie Vaughn
- 2003 The Tulse Luper Suitcases, Part 1: The Moab Story – als mrs. Fender
- 1991 Curly Sue – als mrs. Arnold
- 1990 The Death of the Incredible Hulk – als Amy Pratt
- 1986 Big Trouble – als Helen
- 1986 Short Circuit – als senator Mills

### Televisieseries
Uitgezonderd eenmalige gastrollen.
- 2012-2013 American Horror Story – als moeder overste Claudio – 5 afl.
- 1996-2010 General Hospital – als Jane Jacks – 41 afl.
- 2003 NYPD Blue – als Barbara Colohan – 3 afl.
- 2000 CSI: Crime Scene Investigation – als Paige Harmon – 2 afl.
- 1991-1992 Civil Wars - als rechter Kaplan - 2 afl.
- 1990 Santa Barbara - als zuster Allegra - 9 afl.
- 1989 I Know My First Name Is Steven - als schooladviseur - 2 afl.
- 1986-1987 Falcon Crest – als dr. Randall – 7 afl.
- 1982-1986 Dynasty – als dr. Holton – 2 afl.
- 1984-1985 Cagney and Lacey – als Thelma Samuels – 2 afl.
- 1979 Dallas – als Agnes – 3 afl.
- 1979 The Incredible Hulk – als verpleegster – 2 afl.